# Cemocotyle noveborancensis
Cemocotyle noveborancensis är en plattmaskart. Cemocotyle noveborancensis ingår i släktet Cemocotyle och familjen Cemocotylidae. Inga underarter finns listade i Catalogue of Life.